# Gioventù perduta (film 1948)
Gioventù perduta è un film del 1948 diretto da Pietro Germi. Vinse il Nastro d'argento per miglior film a soggetto.

## Trama
L'involontario spettatore di una rapina in un bar viene ucciso, perché ha visto in faccia i banditi. Marcello Mariani, ispettore di polizia, infiltratosi nell'ambiente universitario romano, cui conducono alcuni indizi raccolti sul luogo dell'omicidio, conosce Luisa, figlia di un docente, che lo introduce in famiglia. L'ispettore nota i comportamenti anticonvenzionali e l'ampia disponibilità di denaro di Stefano, fratello di Luisa.
Dopo una infruttuosa rapina alla cassa dell'università (momentaneamente vuota) nel corso della quale un custode è stato ferito, questi, prima di morire, afferma di essere riuscito a ferire un membro della gang. Luisa, all'oscuro dei compiti del compagno, gli racconta della lesione ad un braccio subita da Stefano la notte precedente. I sospetti del poliziotto si rafforzano e, nella nuova situazione creatasi, tronca la relazione con la donna. Nel corso di una lezione di statistica, il padre professore di Stefano, affronta l'argomento della criminalità giovanile con abbondanza di grafici, numeri e recenti fatti di cronaca, tratti dalla realtà.
Maria, impiegata universitaria e amica di Stefano sin da bambina, ha trovato sul luogo della rapina un accendino con le iniziali del giovane, per il quale nutre tuttora una forte devozione. Senza nutrire alcun sospetto nei suoi confronti è decisa, a consegnarlo alla polizia. Su pressione della banda, Maria, dopo essere stata attirata in un luogo isolato, viene uccisa a freddo da Stefano. L'assassino, avvertendo di essere ormai pedinato dalla polizia, decide di passare definitivamente nella clandestinità, dopo essersi procurato il denaro necessario, rapinando una bisca annessa al night da lui abitualmente frequentato.
Ma l'ispettore Mariani, grazie alle confidenze di Luisa, è a conoscenza del posto e della relazione di Stefano con Stella, una cantante del locale. Con altri agenti attende Stefano e gli altri membri della banda all'uscita del night. Dopo una sparatoria, il giovane fuorilegge cerca di fuggire facendosi scudo della sorella. Mariani lo affronta disarmato e quando Stefano minaccia di ucciderlo, Luisa reagisce e Stefano cade colpito dagli agenti davanti agli occhi della sorella. Tocca a lei comunicare la notizia agli ignari genitori e, prima di entrare in casa, lascia Marcello con un "arrivederci".

## Distribuzione
Il film fu distribuito nelle sale cinematografiche italiane il 2 aprile 1948.

## Il film nella corrente neorealista
Alla sua uscita il film fu considerato in modo quasi unanime come espressione del nascente neorealismo. Ennio Flaiano scriveva: «Gioventù perduta... è un film eccezionale: combacia a tal punto con la realtà da lasciarci pensosi» e ancora: «film come questo di Germi sono...antiromanzi che intendono condurre alla realtà». In un articolo sull'Unità del 18 gennaio 1948, il cui oggetto era la censura stabilita in un primo momento nei confronti del film, Umberto Barbaro accusava l'Azione Cattolica di agire «contro i migliori film italiani, contro i film della scuola neorealistica».
Per la crudezza di alcune scene, in particolare quelle della rapina all'università, che sarebbero scomparse dalle pellicole, la proiezione del film al pubblico era stata vietata. Il provvedimento fu revocato a seguito di una lettera inviata da Pietro Germi a Giulio Andreotti e co-firmata da una trentina di colleghi.
Il film era prodotto dalla Lux Film, «forse l'unica che tenterà una programmazione industriale della corrente neorealista».

## Riconoscimenti
- 1948 - Nastro d'argento
  - Miglior film a soggetto
  - Migliore attore straniero in film italiano (Jacques Sernas)